# Tsar (film)
Tsar (russisk: Царь) er en russisk spillefilm fra 2009 af Pavel Lungin.

## Medvirkende
- Pjotr Mamonov som Ivan
- Oleg Jankovskij som Philip Kolytjev
- Anastasija Dontsova som Masja
- Aleksandr Domogarov som Aleksej Basmanov
- Aleksandr Ilin som Fedka Basmanov